# Marialis cultus

Marialis cultus est le titre d'une exhortation apostolique mariologique du pape Paul VI donnée le 2 février 1974. Elle a pour but de susciter un renouveau du culte marial après le concile Vatican II.
Paul VI parcourt le nouveau missel romain et souligne comment celui-ci préserve l'ensemble des doctrines, dogmes et traditions de l'Église sur la Vierge. Il célèbre la virginité perpétuelle, la conception virginale, la maternité divine, la maternité ecclésiale, expectation de Notre-Dame, les épousailles spirituelles, l'annonciation, l'Immaculée Conception, la nativité de Marie, l'assomption dans le ciel, la médiation des grâces, la royauté maternelle, l'avocate céleste et le rôle sotériologique lors de la Passion.
Le pape met en valeur le rôle œcuménique, interreligieux, anthropologique, christologique, pastoral et biblique de Marie dans la nature et la mission de l'Église. Il donne en exemple aux évêques, aux prêtres et aux fidèles la récitation du rosaire et de l'angélus pour la sanctification du corps ecclésial et de l'ensemble de l'univers.
Les documents et références cités dans ce texte magistériel sont Divinae institutiones, Sacrosanctum Concilium, Lumen Gentium, Missale Romanum, Ordo consecrationis virginum, Dei Verbum, In purificatione, Mystici Corporis, Adversus haereses, Divina Commedia, Ineffabilis Deus, Adversus Iovinianum (en), Sévère d'Antioche, Paul Diacre, Eadmer de Cantorbéry, Cyprien de Carthage, Apostolicam Actuositatem, Philippinas Insulas et In Iohannis Evangelium.